# Quasi-Park Narodowy Suzuka
Quasi-Park Narodowy Suzuka (jap. 鈴鹿国定公園 Suzuka Kokutei Kōen) – quasi-park narodowy w regionie Kinki na Honsiu w Japonii.
Park obejmuje tereny usytuowane w dwóch prefekturach: Mie oraz Shiga, o łącznym obszarze 298,21 km².. W granicach parku znajdują się m.in.: dolina rzeki Uga oraz pasma górskie Suzuka i Yōrō.
Park jest klasyfikowany jako chroniący krajobraz (kategoria V) według IUCN.
Obszar ten został wyznaczony jako quasi-park narodowy 22 lipca 1968. Podobnie jak wszystkie quasi-parki narodowe w Japonii, jest zarządzany przez samorząd lokalny prefektury.